# Гаррисон (округ, Техас)
Гаррисон (англ. Harrison County) — округ в штате Техас, США. На 2000 год численность населения составляла 62 110 человек. По оценке бюро переписи населения США в 2009 году население округа составляло 64 795 человек. Окружным центром является город Маршалл.

## История
Округ Гаррисон был сформирован в 1839 году.

## География
Согласно данным Бюро переписи населения США площадь округа Гаррисон составляет 2327 км². В северной части округа расположено (частично на территории округа) озеро Каддо, широко известное своим кипарисовым лесом, одним из крупнейших на планете.

### Соседние округа
- Марион (север)
- Каддо, Луизиана (восток)
- Панола (юг)
- Раск (юго-запад)
- Грегг (запад)
- Апшер (северо-запад)

## Демография
По данным переписи населения 2000 года в округе проживало 62 110 жителей. Среди них 25,4 % составляли дети до 18 лет, 12,8 % люди возрастом более 65 лет. 50,9 % населения составляли женщины.
Национальный состав был следующим: 75,4 % белых, 22,4 % афроамериканцев, 0,5 % представителей коренных народов, 0,6 % азиатов, 9,6 % латиноамериканцев. 1,2 % населения являлись представителями двух или более рас.
Средний доход на душу населения в округе составлял $16702. 14,8 % населения имело доход ниже прожиточного минимума. Средний доход на домохозяйство составлял $45016.
Также 78,3 % взрослого населения имело законченное среднее образование, а 15,4 % имело высшее образование.